# Antroponóza
Antroponózy jsou infekce přenášené člověkem se schopností nakazit opět jen člověka.
Mezi ně patří například břišní tyfus či černý kašel. Infekční onemocnění šířené mezi lidmi a zvířaty se nazývá zoonóza, prostřednictvím neživých médií (půda, voda) sapronóza, způsobené hnilobnými bakteriemi či houbami.